# Interni
Interni è una rivista mensile, pubblicata dal 1954, dedicata al design e all'arredamento di interni, edita dalla Arnoldo Mondadori Editore. La rivista pubblica delle edizioni internazionali legate alle settimane del design e del Salone Internazionale del Mobile estere anche in Cina, in Russia e in Messico, e dei numeri speciali in occasione delle principali fiere internazionali del design.
La periodicità mensile è di 10 numeri all'anno: gennaio-febbraio e luglio-agosto sono numeri doppi. 

## Storia
Fondata nel 1954 da Giovanni Gualtiero Görlich con l'aiuto dell'architetto Carlo De Carli, pubblicò il suo primo numero nel gennaio del 1955 con il nome "La rivista dell'arredamento". Solo nel 1969 prese il nome di "Interni" grazie a Giorgio Fantoni che rilevò la rivista con Electa, poi confluita nella Elemond e infine, solo dalla prima metà degli anni novanta, è entrata a far parte del Arnoldo Mondadori Editore. Dal 2011, viene pubblicato anche in Russia e dal 2015 in Cina. Dal 2016 Interni ha pubblicato le prime riviste dedicate alla settimana del design di Città del Messico, esattamente come succede per il Salone del Mobile di Milano.

### Eventi e mostre
Interni nel corso della propria attività, si occupa anche dell'organizzazione di eventi e mostre: tra le più famose si ricorda la creazione del FuoriSalone di Milano, istituito nel 1990 in collegamento alla settimana dedicata al Salone del Mobile.
Dal 1998, sempre in occasione della settimana del Design a Milano, il magazine organizza la mostra-evento House in Motion. Per tutta la durata della mostra, sviluppata in tre diverse sedi urbane quali l'Università degli Studi di Milano, l'Orto Botanico di Brera e l'Ex Seminario Arcivescovile sede di Audi City Lab, vengono mostrati nuovi concept abitativi, luoghi di transito, ristoro o sosta, prefabbricati e molte altre strutture accomunate da sostenibilità, leggerezza e modularità. In occasione dell'evento i designer che hanno partecipato, tra cui si ricordano Peter Pichler,  Aldo Cibic, Piero Lissoni e Massimo Iosa Ghini, hanno scelto materiali recuperati, riciclati o riconvertiti per sposare il tema ecosostenibile e del consumo consapevole. La mostra-evento del 2018 ha registrato una crescita del 60% rispetto alle edizioni passate con 380.000 visitatori: 220.000 hanno partecipato agli eventi in università, 80.000 si sono recati a Brera e altri 80.000 hanno presenziato all'Audi City Lab.

## Contenuti
Interni è un magazine prevalentemente grafico, che mostra direttamente esempi di ambienti arredati con le nuove tendenze del design degli interni.. 

## Direttori
- Giovanni Gualtiero Görlich (dal gennaio del 1955 al settembre del 1957, n.1 gennaio 1955)[10]
- Antonello Vincenti (dall'ottobre del 1957 al dicembre del 1962)
- Carlo De Carli (dal gennaio del 1967 al novembre del 1971)
- Flavio Conti (dal dicembre del 1971al dicembre del 1976)
- Bruno Alfieri (dal febbraio del al settembre del 1976)
- Dorothea Balluff (dall'ottobre del 1979 al maggio del 1994)
- Gilda Bojardi (dal 1994)[11]

## Numeri speciali e inserti
- Serie Oro di Interni
- Primi 60 anni (2014)[12]
- Design Icons (2016), catalogo di 500 prodotti icona del design italiano dal 1954 al 2016
- Icon Makers (2017), rassegna di 100 protagonisti del settore del design
- Interni Panorama (dal 1997 esce con cadenza quadrimestrale)[13], dossier interno alla rivista Panorama sull'attualità e le tendenze del design
- Guida Design Index, contiene gli indirizzi della settimana dedicata al design a Milano.
- Milano Guida Fuorisalone
- Monografie Annual, numeri dedicati a contract, bagno e cucina.
- 50+2Y Italian Design, guida inglese e cinese della mostra dedicata ai cinquant'anni del design italiano creata da Mondadori e Interni a Pechino nel 2006[13]
- Interni international kingsize, anteprima annuale delle novità del Salone del Mobile
- Interni Mexico Monography